# Roy Addison
Roy Addison (* 17. Februar 1939 in Tipton, West Midlands; † 22. Februar 2021 ebenda) war ein britischer Boxer.

## Werdegang
Roy Addison begann mit dem Boxsport an der Ocker Hill County Secondary Modern School in Tipton, ehe er sich 1954 dem Wolverhampton Amateur Boxing Club anschloss. Während seiner Zeit in Wolverhampton gewann er jedoch nie einen Titel. Ab 1958 war er bei der Royal Air Force in Bridgnorth stationiert. Dort wurde er drei Jahre hintereinander Royal Air Force-Champion. 1960 wurde er Britannia Shield Champion und sicherte sich den Meistertitel der Amateur Boxing Association of England. Bei den Olympischen Sommerspielen 1960 in Rom unterlag er im Mittelgewichtsturnier in seinem ersten Kampf Hans Büchi aus der Schweiz
Nach 150 Kämpfen, von denen Addison nur acht verlor, beendete er im Dezember 1960 seine Karriere. Später wurde Addison in die Wolverhampton Sporting Hall of Fame aufgenommen.
Sein jüngerer Bruder Malcolm war während seiner Jugend ebenfalls ein guter Boxer.
Am 22. Februar 2021 starb Addison im Alter von 82 Jahren.